# Xperia Z3 (SoftBank)
SoftBankブランドにおけるXperia Z3（エクスペリア ゼットスリー）は、ソニーモバイルコミュニケーションズによって開発された、ソフトバンクモバイルの第3.9世代移動通信システム、Hybrid 4G LTE（SoftBank 4G／SoftBank 4G LTE）端末である。SoftBank スマートフォンシリーズのひとつ。
モデル番号は401SO。

## 概要
同キャリアとしては初となるXperiaシリーズの端末で、ソニー・エリクソン時代にボーダフォンブランドで発売されたVodafone 802SE以来10年ぶりに供給されるソニー製の端末となる。
基本的な性能は先に発売された国内向けモデルとほぼ同等であるが、こちらはキャリアロゴ（〓SoftBank）の刻印がされておらず、さらに裏面はおサイフケータイのロゴがNFCロゴに置き換えられており、外見はグローバル版に近いデザインとなっている。
OSはAndroid 4.4を搭載している。グローバルモデルに関しては既にAndroid 5.0へアップデート可能であり、本機種は2015年7月27日からAndroid 5.0へのOSアップデートが出来るようになったが、テレビの不具合が見つかったため、一時中断していた。
2015年8月13日に不具合が修正され、アップデートが再開された。
キャッチコピーは「遂に、ソフトバンクから。このカメラに、世界は驚く。」。

## その他機能
Xperia Z3自体はauからSOL26、ドコモからSO-01Gとして発売されているが、このソフトバンクの401SOにおいてはBluetoothテザリングの利用ができないといった細かい利用可能な機能に差がある。（ソフトバンクが定めるBluetoothテザリング対応機種としてサポートされていない為）
| 主な対応サービス       | 主な対応サービス   | 主な対応サービス             | 主な対応サービス                              |
| ---------------------- | ------------------ | ---------------------------- | --------------------------------------------- |
| タッチパネル           | FHD液晶 5.2インチ  | フルブラウザ                 | Hybrid 4G LTE (SoftBank 4G／SoftBank 4G LTE ) |
| バッテリー容量 3100mAh | テザリング         | WiFi                         | GPS                                           |
| 2070万画素カメラ       | ワンセグ／フルセグ | デジタルオーディオプレーヤー | おサイフケータイ／NFC                         |
| Bluetooth              | 赤外線通信         | 緊急速報メール               | 防水／防塵                                    |

## 歴史
- 2014年9月3日（現地時間） - ドイツ・ベルリンの家電展示会「IFA 2014」にてソニー及びソニーモバイルコミュニケーションズよりグローバルモデル発表。この時点で日本国内での販売も予告されていた[6]。
- 2014年10月1日 - ソフトバンクモバイルより発表。
- 2014年10月2日 - 事前予約開始。
- 2014年11月21日 - 発売開始。